# Echipa națională de fotbal a Saarlandului
Echipa națională de fotbal a Saarlandului a reprezentat protectoratul Saar în competițiile internaționale de fotbal și a fost controlată de Saarländischer Fußballverband. A fost înființată în 1950 și desființată în 1956, echipa reprezentând teritoriul ocupat de Franța după Cel de-al Doilea Război Mondial. A participat doar la Calificările la Campionatul Mondial de Fotbal 1954, unde a terminat pe locul al doilea, sub selecționata Germaniei de Vest. A avut doar doi antrenori: Auguste Jordan (1950-1952) și Helmut Schön (1952-1956).
În urma unui referendum din anul 1955 populația Saar-ului a decis reunificarea cu Republica Federală Germania, iar echipa protectoratului s-a unit cu cea a selecționatei germane.

## Cei mai selecționați jucători
| Selecții | Jucător             | Perioadă  | Goluri |
| -------- | ------------------- | --------- | ------ |
| 18       | Waldemar Philippi   | 1950-1956 | 0      |
| 17       | Herbert Martin      | 1950-1956 | 6      |
| 16       | Gerhard Siedl       | 1951-1956 | 4      |
| 14       | Erwin Strempel      | 1950-1955 | 0      |
| 12       | Theodor "Theo" Puff | 1951-1956 | 0      |
| 12       | Herbert Binkert     | 1952-1956 | 6      |
| 11       | Nikolaus Biewer     | 1950–1954 | 0      |
| 10       | Kurt Clemens        | 1950-1956 | 0      |
| 10       | Albert Keck         | 1953–1956 | 0      |
| 10       | Peter Momber        | 1950-1956 | 1      |

## Meciuri
| 22 noiembrie 1950  | Elveția B     | 5:3 | Saarbrücken | Amical   |
| 27 mai 1951        | Austria B     | 3:2 | Saarbrücken | Amical   |
| 15 septembrie 1951 | Elveția B     | 5:2 | Berna       | Amical   |
| 14 octombrie 1951  | Austria B     | 1:4 | Viena       | Amical   |
| 20 aprilie 1952    | Franța B      | 0:1 | Saarbrücken | Amical   |
| 5 octombrie 1952   | Franța B      | 3:1 | Straßburg   | Amical   |
| 24 iunie 1953      | Norvegia      | 3:2 | Oslo        | Prel. CM |
| 11 octombrie 1953  | Germania      | 0:3 | Stuttgart   | Prel. CM |
| 8 noiembrie 1953   | Norvegia      | 0:0 | Saarbrücken | Prel. CM |
| 28 martie 1954     | Germania      | 1:3 | Saarbrücken | Prel. CM |
| 5 iunie 1954       | Uruguay       | 1:7 | Saarbrücken | Amical   |
| 26 septembrie 1954 | Iugoslavia    | 1:5 | Saarbrücken | Amical   |
| 17. octombrie 1954 | Franța B      | 1:4 | Lyon        | Amical   |
| 1 mai 1955         | Portugalia B  | 1:6 | Lisabona    | Amical   |
| 9. octombrie 1955  | Franța B      | 7:5 | Saarbrücken | Amical   |
| 16 noiembrie 1955  | Țările de Jos | 1:2 | Saarbrücken | Amical   |
| 1 mai 1956         | Elveția       | 1:1 | Saarbrücken | Amical   |
| 3 iunie 1956       | Portugalia B  | 0:0 | Saarbrücken | Amical   |
| 6 iunie 1956       | Țările de Jos | 2:3 | Amsterdam   | Amical   |